# If You Ever Come Back
If You Ever Come Back è un singolo del gruppo musicale pop rock irlandese The Script, pubblicato il 4 aprile 2011 dalle etichette discografiche Epic e Phonogenic.
Il brano è stato scritto e prodotto da Danny O'Donoghue, Mark Sheehan, Steve Kipner e Andrew Frampton ed è stato estratto come terzo singolo dal secondo album del gruppo, Science & Faith.
Il video è uscito il 31 marzo 2011.

## Tracce
1. If You Ever Come Back - 4:01

## Classifiche
| Classifica (2011) | Posizione massima |
| ----------------- | ----------------- |
| Australia         | 47                |